# 2019年日本

## 政府

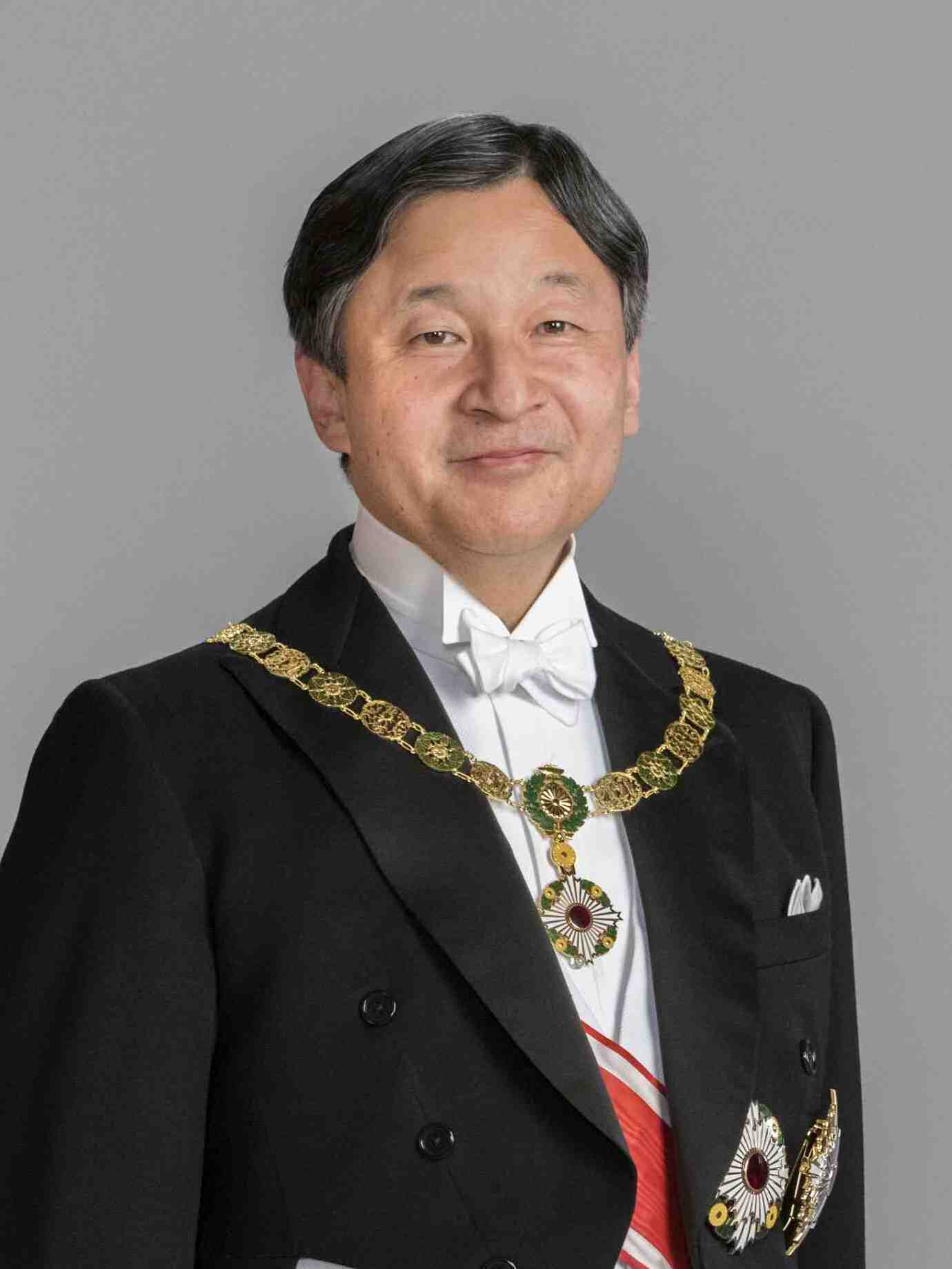
天皇：德仁
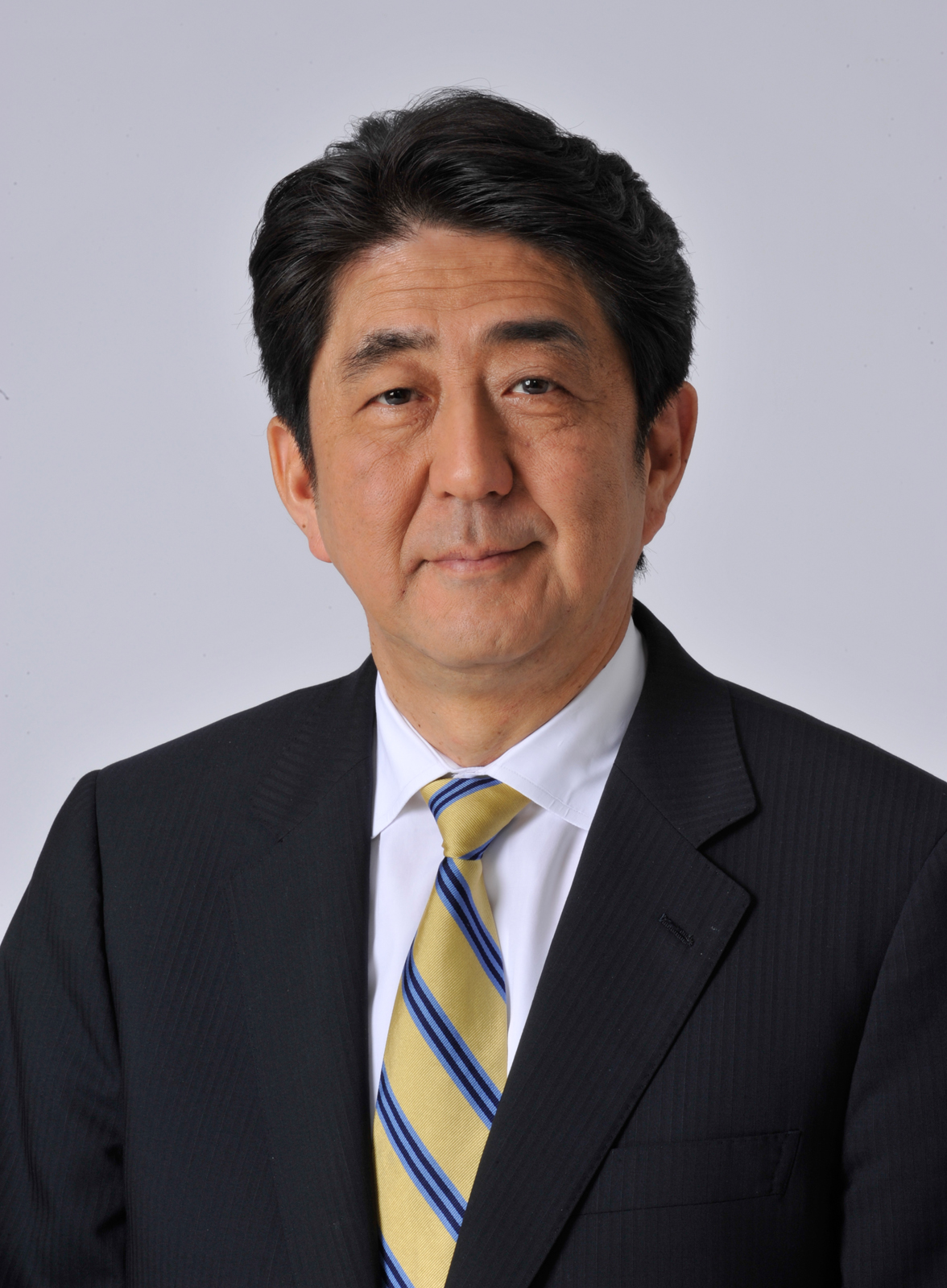
內閣總理大臣：安倍晋三
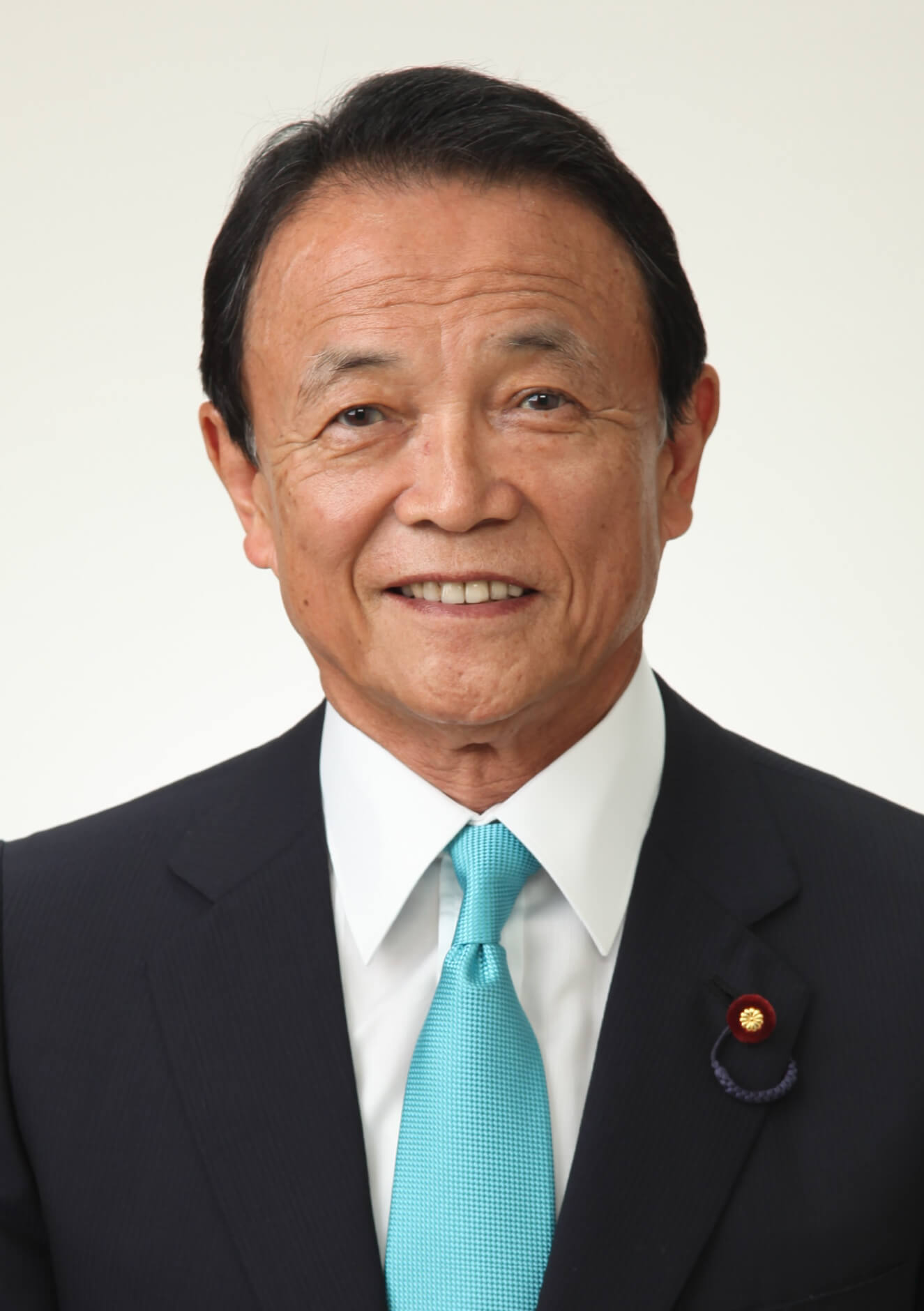
副總理：麻生太郎
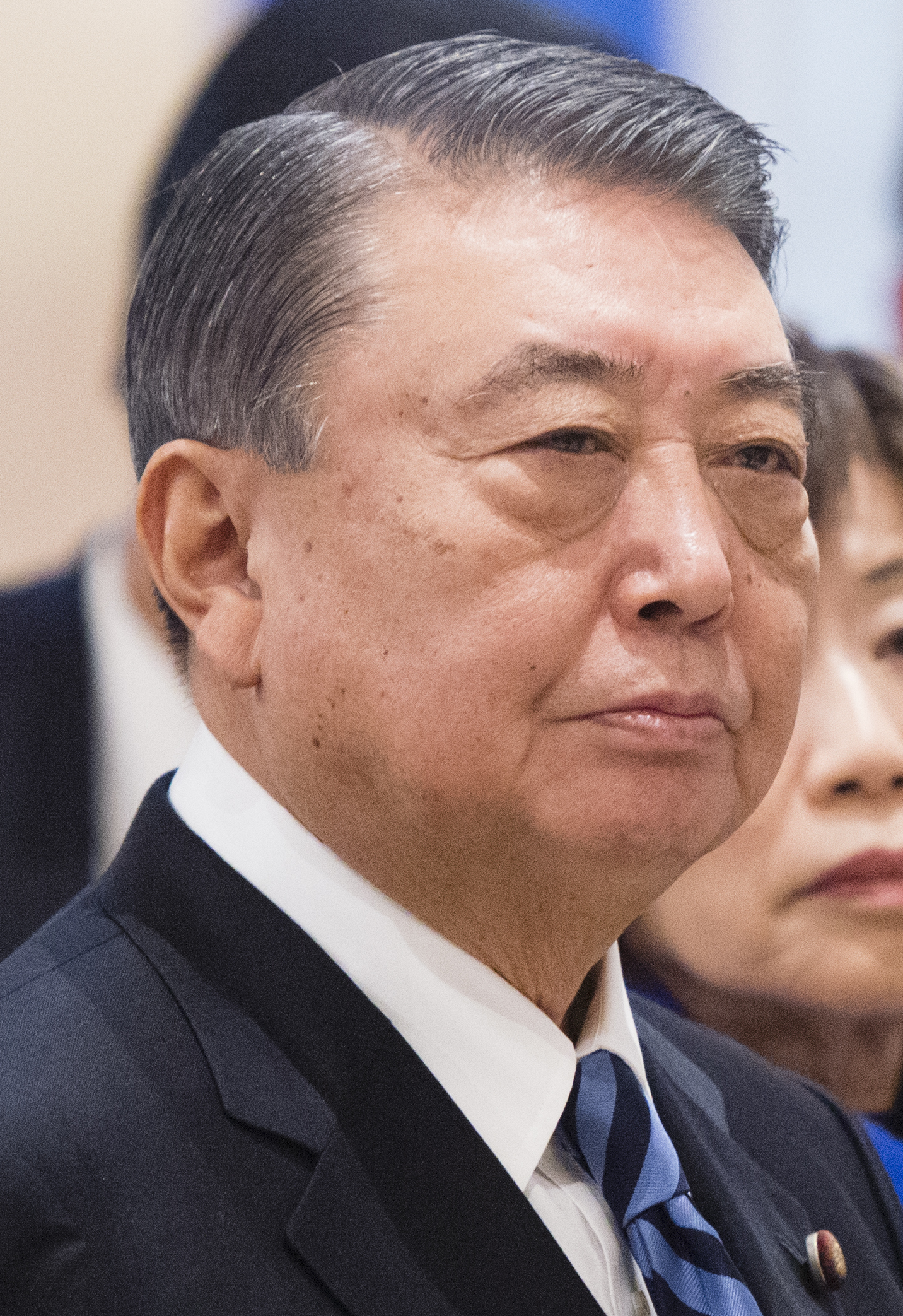
眾議院議長：大島理森
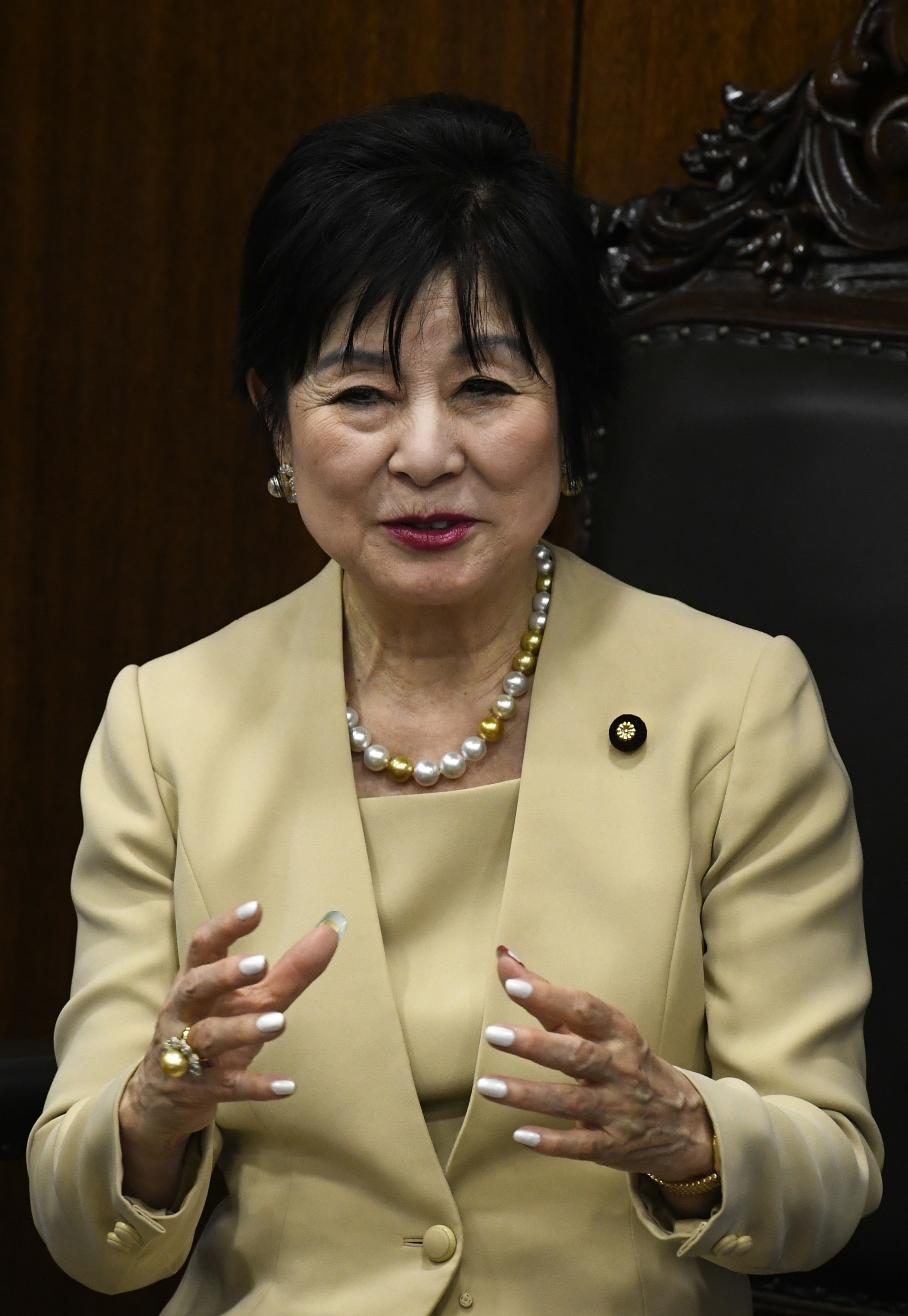
參議院議長：山東昭子

### 成員變動

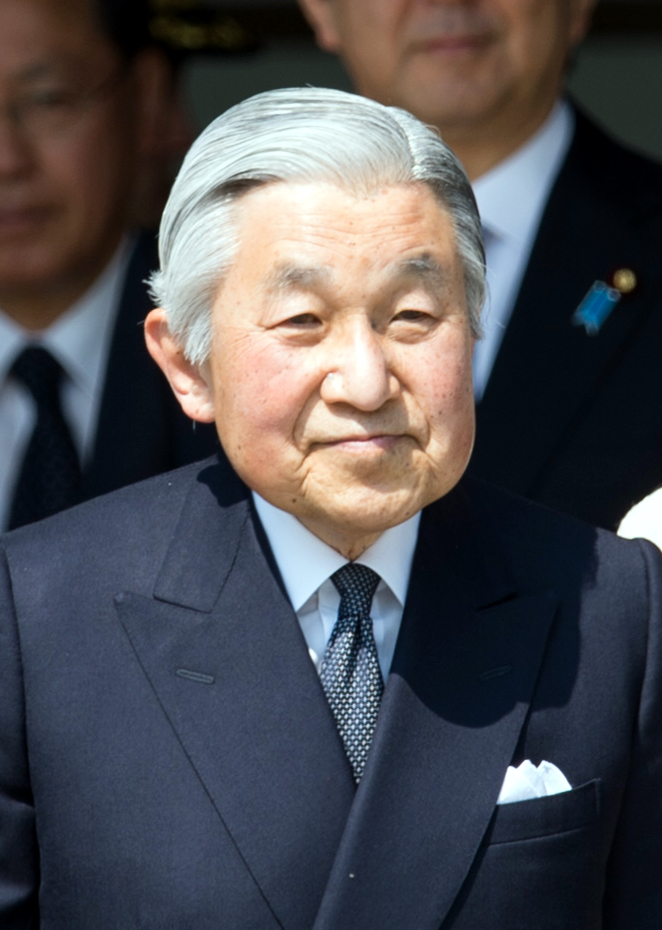
天皇：明仁（退位）
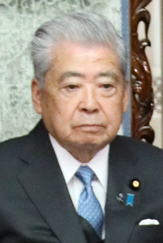
參議院議長：伊達忠一

## 大事时序

### 1月
- 1月1日：東京澀谷遭汽車襲擊，凌晨時份一輛汽車在澀谷區原宿竹下通單行道逆向行駛，撞倒多人，8名民眾受傷。[1]
- 1月2日：天皇明仁按慣例于皇居发表新年贺词，这是平成年间最后一次新年贺词，也是其在位30年最后一次发表新年贺词。
- 1月7日：日本今天起開始徵收国际观光旅客税（出国税），2歲以上不論年齡或國籍，乘飞机或船自日本出境的人每次都須繳交1000日圓稅款。[2]
- 1月25日：
一名男子因给女儿施加在自宅用冷水淋浴等{暴行罪，遭千葉县警（日语：千葉県警察）以傷害嫌疑逮捕。警方确认该女孩在自宅死亡。因身上有多处伤痕，县警认定其受到虐待而进行尸体鉴定并对案件进行搜查[3]。该小学女生曾在問卷調查中回答道「受到父亲的虐待」，县柏儿童相談所（日语：児童相談所）在2017年时曾暂时保护过被害者[4]。

### 2月
- 2月24日：冲绳县举行公投以决定是否赞成中央政府在名护市填海以为驻扎在冲绳的美国海军陆战队兴建新的基地，多达72%的选民投反对票。

### 3月
- 3月15日 - 悠仁親王从御茶水女子大学附属小学（日语：お茶の水女子大学附属小学校）毕业[5]。

### 4月
- 4月1日：官房長官菅義偉公布新年號為「令和」。
- 4月9日：日本航空自衛隊一架由三菱重工生產的F-35A初號機在太平洋夜間航行，直接墜毀。F-35從2006年首航以來只摔過兩次，一次是F-35B去年九月在美國失事，這一次則是F-35A首度失事[6]。
- 4月19日 - 中午时分，一名87岁男子所运行的汽车在東京都丰島区東池袋的交叉口失控，发生了冲撞行人的交通事故。这场事故导致3岁的女孩和其母親2人死亡，另有8人负伤（東池袋汽車暴衝死傷事故）[7]。这起事件也成为了高龄者返还驾照的契机。
- 4月30日：第125代天皇明仁（年號平成）正式退位，成為自光格天皇退位後二百年來日本首位生前退位的日本君主。[8][9]

### 5月
- 5月1日：零時起，正式改元為「令和」。皇太子德仁親王即位為第126代天皇[10]。
- 5月25日：美国总统唐納·川普访日，历时3天。与安倍晋三一起打高尔夫球，观战大相撲，加深了两国的交流[11]。
- 5月27日：访日中的川普总统与天皇皇后会面[12]。
- 5月28日：神奈川縣川崎市多摩區發生2019年川崎登戶車站殺人事件，造成3人死亡（女小学生1人、护送孩子上学的外务省男性职员1人、自杀的兇手），19人輕重傷[13][14][15]。

### 6月
- 6月18日：
在山形县海岸发生M6.7的地震，并在新潟县村上市观察到最大震度6強[16][17][18]。新潟・山形・宮城縣・石川縣4县出现了30名以上的伤者。[19]另外，在新潟・山形两县有9232戸住户出现了暂時的停電[20]。
- 6月28日~6月29日 - 2019年二十國集團大阪峰會（G20峰会）在大阪市大阪國際貿易展覽館（日语：大阪国際見本市会場）举行，并通过了宣誓为自由、公正的貿易而努力的大阪宣言[21]。
- 6月30日 - 日本正式退出国际捕鲸委员会[22]。

### 7月
- 7月1日 - 伴随着6月30日的退出IWC，日本再次开始商業捕鯨活动。
- 7月11日 - 7-Eleven在沖繩縣初次开店（14店舗同時开店），至此7-Eleven在日本所有的都道府县都拥有其分店[23][24][25][26]。
- 7月18日
京都動畫公司發生縱火案，[27] 目前造成35人死亡[28]，警視厅确认此事件为进入平成时代以来死者最多的放火事件[29][30][31][a]。
- 7月21日 - 举行第25回参議院議員通常選举的投開票，自民党、公明党超过改選所规定的半数[32]。但并没有达到修改宪法所需要的三分之二的議席[33]。

### 8月
- 8月2日：2019年日韓貿易戰：南韓與日本互相剔除享有優惠待遇地位的貿易「白名單」。今後日本產品出口到南韓時，必須申請個別許可，反之亦然[34]。

### 9月
- 9月11日 - 首相安倍晋三进行内阁改造。

### 10月
- 10月12日 - 发生令和元年台風第19号。[35][36][37]
- 10月22日，舉行今上天皇德仁的即位禮。[38]
- 10月31日 - 冲绳那覇市首里城发生火灾，主要的部分被烧毁[39]。

### 11月
- 11月13日 - 官房长官菅義偉表示会中止明年的「赏樱会」。